# Jean-Étienne Werbrouck
Jean Étienne Augustin Joseph Werbrouck né le 24 avril 1750 à Anvers (Pays-Bas autrichiens) et décédé à Douai  (Nord) le 16 décembre 1813 est un banquier et homme politique Franco-Belge lors du 1er Empire.

## Biographie
Banquier  et marchand de drap dans sa ville d'Anvers, Jean-Étienne Werbrouck devint Représentant du Département des Deux-Nèthes au Conseil des Anciens. Il y était encore membre lors coup d'État du 18 brumaire. En 1801 il devenait Bourgmestres d'Anvers jusqu'en 1811. À la suite de la visite du Premier Consul dans la Bonne ville d'Anvers le 18 juillet 1803, Werbrouck fut nommé Chevalier de la Légion d'honneur le 13 décembre suivant. Le 5 août 1809 il devenait Chevalier de l'Empire et eu le privilège d'être un des 36 bourgmestres invités du baptême du Roi de Rome le 9 juin 1811 en la Cathédrale Notre-Dame de Paris.
Soupçonné de Corruption il est jugé et acquitté devant la Cour de Bruxelles en juillet 1813. Une seconde instruction fut ouverte quelques mois plus tard ; interrogé par la Cour de Douai, il fît le déplacement avec son épouse, déjà très malade, celui-ci décède en cette ville du Nord le 16 décembre 1813.

## Distinctions
- Chevalier de la Légion d'honneur (par décret du 16 octobre 1803)[2].

## Héraldique[3]
| Figure | Blasonnement |
| ------ | --- |
|        | Chevalier Jean-Étienne Werbrouck et de l'Empire, lettres patentes du 5 août 1809, Chevalier de la Légion d’honneur. De gueules au lion d'or et à l'orle du même ; à la bordure de gueules chargé du signe des chevaliers. |

## Appartenances
Jean-Étienne Werbrouck était membre et président de la Loge "Les Amis du Commerce".
"Augustin Werbrouck, maire d'Anvers" est également mentionné parmi les "affiliés libres" de la Loge parisienne de "La Parfaite Réunion" en 1805.